# Celular CRT
Celular CRT foi uma empresa de telefonia móvel subsidiária da Companhia Riograndense de Telecomunicações (CRT) que atuava no estado do Rio Grande do Sul. A CRT foi a única operadora controlada pelo governo estadual. Foi fundada em 18 de dezembro de 1992 e privatizada em 1996 junto com a sua controladora, sendo vendida a um consórcio liderado pela Telefónica, em 1998 a Telefónica adquiriu a parte na operadora e depois formou junto com outras operadoras a Telefônica Celular, que em 2003 foi uma das formadoras da Vivo.